# GU

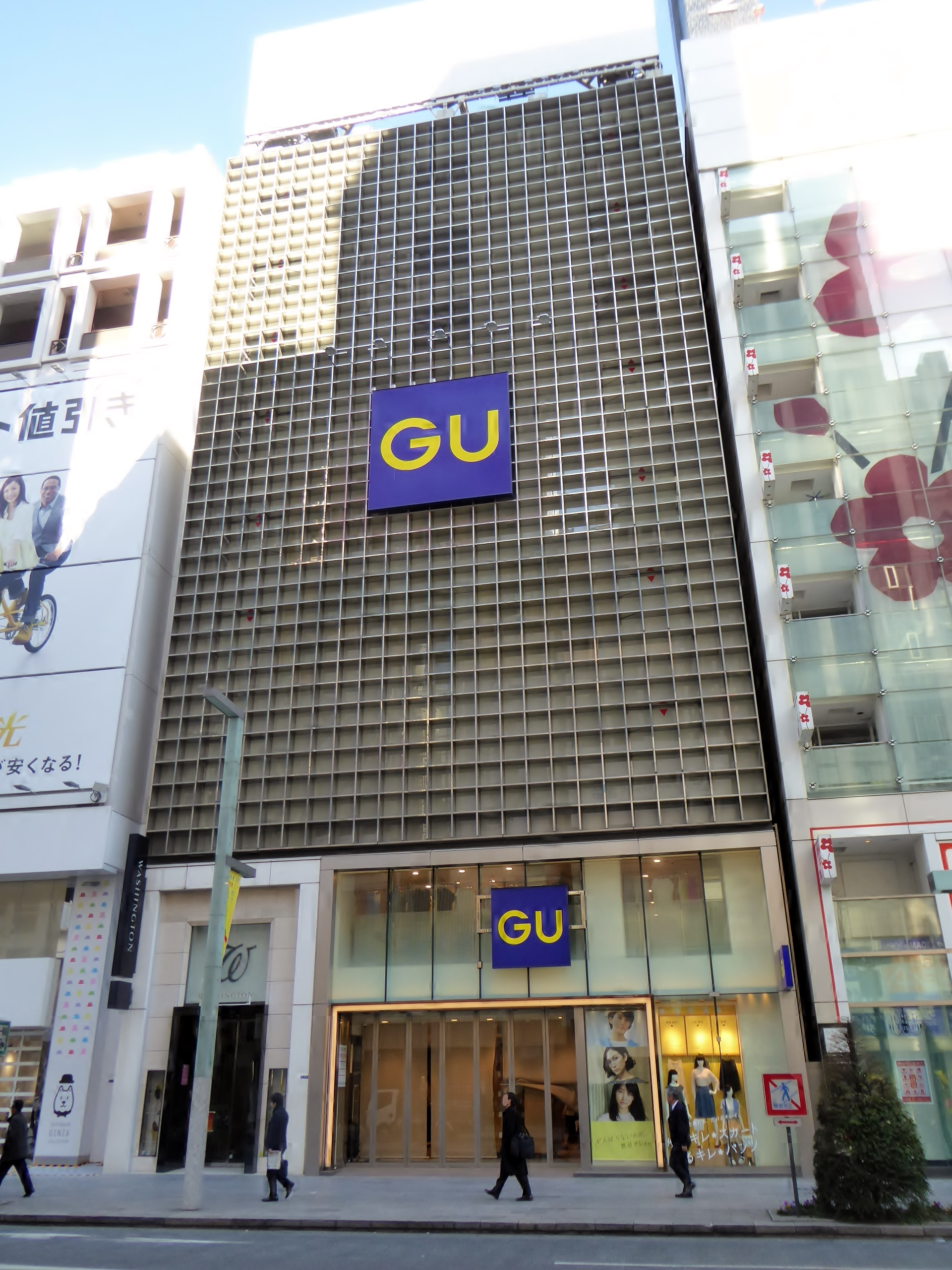
GU銀座店

極優（GU）是日本的服裝設計、製造和零售的公司。與UNIQLO都為ファーストリテイリング(迅銷集團)的全資子公司。除日本外，在中國大陆、香港、韓國、台灣、美國等地都有展開業務。2011年8月前公司舊稱為GOV RETAILING公司。
2013年3月使用新的企業商標，由「g.u.」改變為「GU」。

## 歷史
g.u.的發祥
g.u.事業,原本是迅銷公司與大榮公司於2006年運用優衣庫的經驗.所創立的用更低價格販售的休閒服飾的新品牌。
品牌名稱g.u.在日文聲音同「自由」，有著「讓時尚更自由」的概念。
2006年10月13日於大榮南行得店（千葉縣市川市）開設1號店後，因強行在一年間強行開幕50間新店鋪，加上所採用的並非像UNIQLO般的自有品牌服飾專營型態（SPA），而是以代工商品（OEM）為中心的販售，導致無法擺脫雜亂無章的形象。
2007年8月，由於銷售額僅有計劃的三分之一，不得不更改品牌戰略。
3間公司的事業整合
另一方面，迅銷集團作為全新的時尚產業向鞋業發展，併購了「FOOTPARK」品牌的ONEZONE公司（舊稱）以及「CANDISH」品牌的VIEWCOMPANY公司（日語：株式会社ビューカンパニー）等兩間連鎖鞋類零售業。但兩間公司的業績仍持續苦戰，於是將VIEWCOMPANY事業合併至ONEZONE公司，之後再和g.u.事業合併，於2008年變更公司名稱為GOV RETAILING公司，合併後旗下事業品牌仍持續運營 。
整合後的g.u.事業改採基本商品徹底低價格化的方針，將八成的商品價格訂在UNIQLO的半價、推動事業SPA化改革、推出吸睛商品「990日圓牛仔褲」等措施成功使業績成長，並於2009年8月成功達成黑字化。
g.u.専業化
在經營整合後，GOV RETAILING公司仍保留原先的所有品牌並持續營運，品牌數最多時多達超過十個以上，導致效率惡化與販賣不佳。
2010年4月1日，透過公司業務分拆將鞋類零售事業轉移給優衣庫，GOV RETAILING公司則以休閒服飾的g.u.為主，並將其下的店舖關閉或轉換為g.u.門市。
此後g.u.將自身定位在「低價快時尚品牌」，擴大了添加流行元素的商品構成並得到廣大迴響。
2011年9月1日，將公司名稱從「GOV RETAILING公司」變更為「極優有限公司」。
從「g.u.」變更為「GU」
2013年3月5日，以目標成為世界性的時尚品牌為考量將品牌標誌從原先白底綠字的「g.u.」變更為藍底黃字的「GU」。
2013年9月30日，首次在海外開設店舖，進軍東亞市場。

## 沿革
- 1973年
  - 2月21日 - 成立，後改名為ONEZONE公司（日語：株式会社ワンゾーン）

- 2005年

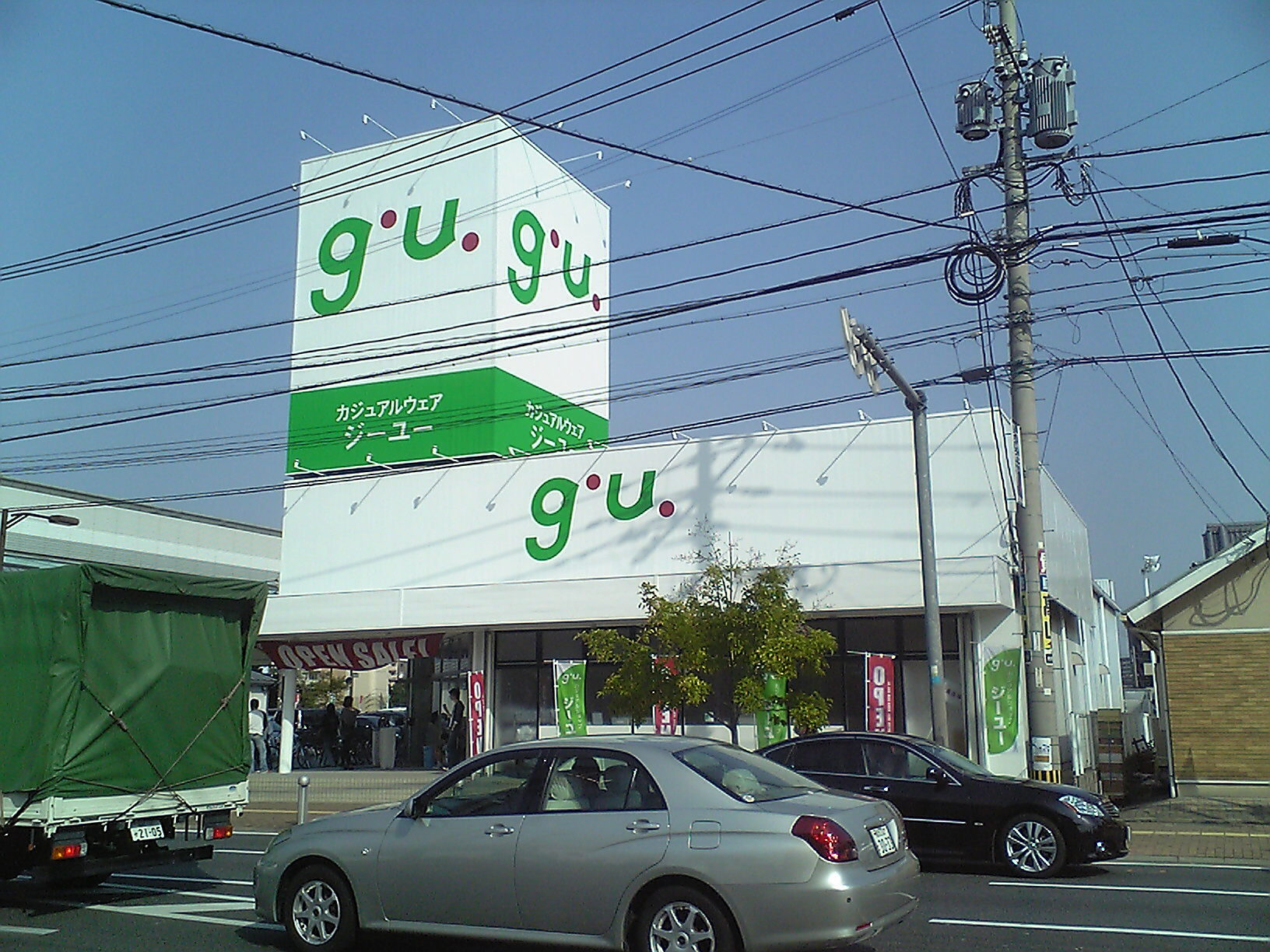
GU姪浜店（舊商標時代）

  - 3月3日 - 迅銷集團收購ONEZONE公司所有股份，使其成為迅銷的全資附屬公司，正式進軍鞋類零售業。
- 2006年
  - 3月23日 - 成立極優有限公司並成為迅銷公司旗下企業。
  - 10月13日 - 「g.u.」1號店開店。
- 2008年
  - 7月3日 - 迅銷集團收購VIEWCOMPANY公司所有股份，使其成為迅銷的全資附屬公司。
  - 8月20日 - VIEWCOMPANY事業合併整合至ONEZONE公司。
  - 8月31日 - g.u.事業合併整合至ONEZONE公司。
  - 9月1日 - ONEZONE將公司名稱變更為GOV RETAILING公司（日語：株式会社GOVリテイリング）。
- 2009年 GU涉谷店（都市型店舖 ）

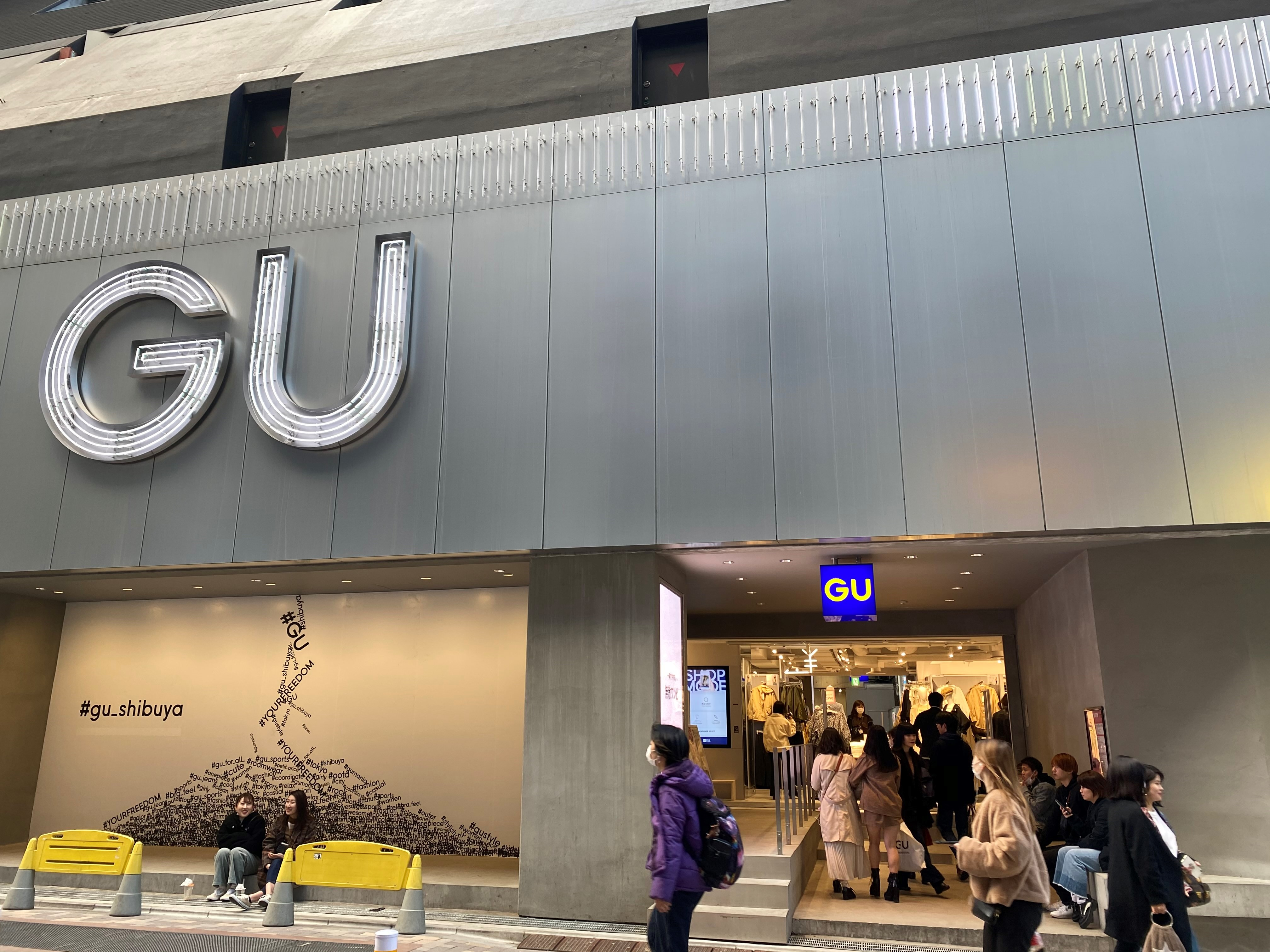
GU涉谷店（都市型店舖 ）

  - 3月10日 - 推出「990日圓牛仔褲」。
- 2010年
  - 4月1日 - GOV RETAILING公司將原鞋類業務轉給優衣庫銷售，此後以g.u.事業為主。
  - 10月22日 - 第一間旗艦店於大阪市心齋橋地區開幕（現優衣庫心齋橋全球旗艦店原址）。
- 2011年
  - 4月29日 - 關東地區第一間旗艦店於東京都池袋地區開幕。
  - 9月1日 - GOV RETAILING再次將公司名稱變更為極優有限公司
- 2012年

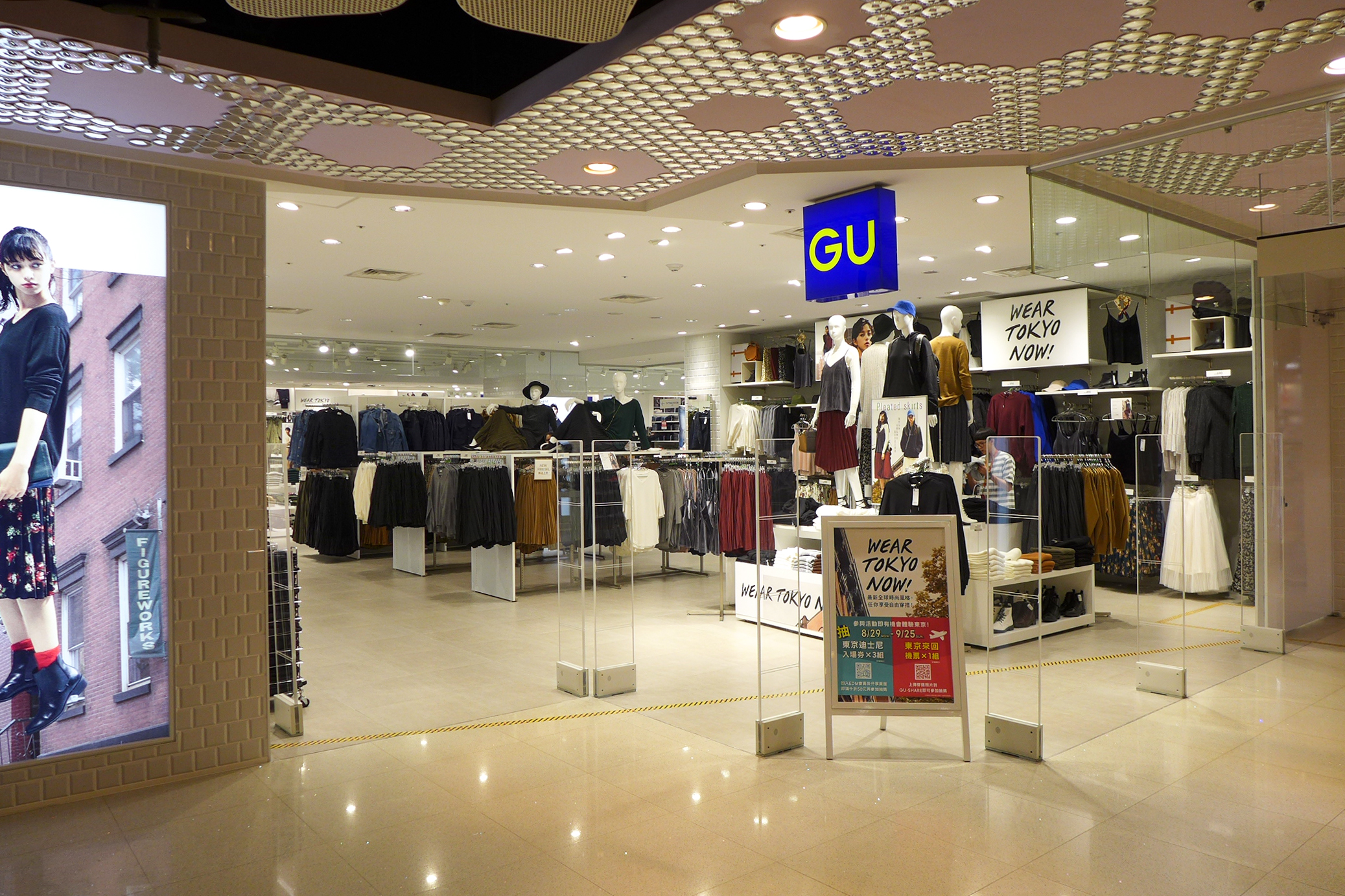
GU台灣ATT4FUN店

- - 3月30日 - 第三家旗艦店於東京都銀座地區開幕。
- 2013年
  - 3月5日 - 商標由「g.u.」更改為「GU」，並與優衣庫採同樣型式設計，凸顯相關企業的特徵。
  - 9月30日 - 於上海開設首間海外專門店。[2]
- 2014年
  - 9月18日 - 於台北ATT4FUN開設台灣首間專門店[3]。
  - 10月17日 - 於台北明曜百貨開設專門店。[4]
- 2015年
  - 4月13日 - 推出「Gaocho寬版褲」系列。
  - 5月29日 - 於台中大遠百開設專門店。[5]
  - 10月23日 - 和歌山縣和歌山市「和歌山永穂店」開幕。至此，日本全境皆完成展店。
  - 12月18日 - 於台北新光三越南西店及桃園新光三越站前店開設專門店。[6]
- 2016年
  - 5月6日 - 於高雄漢神巨蛋購物廣場開設專門店。
  - 5月13日 - 於台南新光三越小西門店開設專門店。
- 2017年
  - 3月31日 - 於新竹巨城開設專門店。[7]於香港尖沙咀美麗華商場1樓開設香港首間專門店。[8]
  - 4月1日 - 於香港銅鑼灣皇室堡地庫1樓開設專門店。
- 2018年
  - 3月21日 - 與前LV設計師Kim Jones合作聯名「KIM JONES GU PRODUCTION」系列於日本、台灣和香港同步推出[9]。
  - 4月3日 - 於高雄統一時代百貨開設專門店。[10]
  - 6月15日 - 於台中中友百貨開設專門店。[11]
  - 8月13日 - 推出「棉花糖包鞋」系列。
  - 9月14日- 於韓國首爾的樂天世界開設首間專門店。
  - 9月28日 - 於香港將軍澳東港城開設專門店 。
  - 10月26日 - 於香港鑽石山荷里活廣場開設專門店 。
  - 11月30日 -於東京原宿開設首間連結線上與線下的次世代型店鋪「GU STYLE STUDIO」 。[12]
  - 12月7日 - 於新北秀泰生活樹林店開設專門店。[13]
- 2019年 
  - 3月29日 - 於新北板橋大遠百開設專門店。[14]
  - 4月12日 - 於新北南港CITYLINK開設專門店。[15]
  - 4月26日 - 於高雄大遠百開設專門店。[16]
  - 5月10日 - 於台中開設海外首間路面店。[17]
  - 7月5日 - 於香港荃灣廣場開設專門店 。
  - 11月22日 - 於廣州維多利廣場開設專門店 。
  - 12月10日 - 於2020春夏事業發表會發布連結「生活者、生產者、地球」的「三大Connect宣言」。
  - 12月19日 - 於香港沙田新城市廣場開設專門店 。
- 2020年
  - 3月16日 - 推出「Chef Pants主廚褲」系列。
  - 11月6日 - 於香港旺角西奧海城開設專門店 。
- 2021年
  - 3月15日 - 推出彩妝品牌「#4me by GU」系列。[18]
  - 3月26日 - 於台南南紡購物中心開設專門店。[19]
  - 4月9日 - 與設計師高橋盾合作聯名「GU x UNDERCOVER」系列於日本推出。
  - 11月19日 - 於香港屯門市廣場開設專門店 。
  - 11月19日 - 與時尚品牌「SOPH.」合作聯名「1MW by SOPH.」系列於日本推出。[20]
- 2022年
  - 1月20日 - 於新竹竹北遠百開設專門店。[21]
  - 5月20日 - 於嘉義耐斯廣場開設專門店 。
  - 5月27日 - 於台北大葉高島屋開設專門店 。
  - 6月3日 - 於香港青衣城開設專門店 。

## 外部連結
- GU日本官方網站 （页面存档备份，存于）
  - GU（ジーユー）的Facebook專頁
  - GU（ジーユー）的Instagram帳戶
  - GU（ジーユー）的Instagram帳戶
  - GU（ジーユー）的X（前Twitter）
  - GU（ジーユー）的TikTok（日語）
- GU台灣官方網站 （页面存档备份，存于）
  - GU Taiwan - LINE 官方帳號
  - 台灣公司資料
  - GU Taiwan 手機APP(Android)
  - GU Taiwan 手機APP(ios) （页面存档备份，存于）
  - GU Taiwan的Facebook專頁
  - GU Taiwan的Instagram帳戶
  - YouTube上的GU Taiwan頻道
- GU香港官方網站 （页面存档备份，存于）
  - GU Hong Kong 手機APP(Android) （页面存档备份，存于）
  - GU Hong Kong 手機APP(ios) （页面存档备份，存于）
  - GU Hong Kong的Facebook專頁
  - GU Hong Kong的Instagram帳戶
  - YouTube上的GU Hong Kong頻道